# Entephria hahnearia
Entephria hahnearia là một loài bướm đêm trong họ Geometridae.